# 孫以仁
孫以仁（1534年—？），字學元，山東登州衛旗籍直隸蘇州府崑山縣人，明朝政治人物。

## 生平
山東鄉試第二十名舉人。嘉靖四十一年（1562年）中式壬戌科會試第二百六十九名，三甲第二十一名進士。授開封府推官，四十四年十一月选授湖广道試監察御史，隆慶二年（1568年）两淮巡盐，八月都御史龐尚鵬弹劾其侵匿盐银千馀两，被禠职听勘。

## 家族
曾祖孫尚能；祖父孫隆，教授；父孫讓，母蔡氏。永感下。弟以化。